# Palaia
Palaia (già Palaja, Palaria in Latino) è un comune italiano di 4 579 abitanti della provincia di Pisa in Toscana.

## Geografia fisica
Sorge tra i corsi dei torrenti Chiecina ad est e del Roglio, principale affluente del Fiume Era, ad ovest: il suo territorio comunale è attraversato da una strada che in epoca etrusca conduceva a Volterra.
Scrive il Repetti:
(Dizionario Geografico Fisico Storico della Toscana Emanuele Repetti)

### Clima
- Classificazione climatica: Zona D, 1877 GR/G
- Diffusività atmosferica: alta, Ibimet CNR 2002

### Idrografia
- Fiume Era
- Roglio

### Territorio
- Classificazione sismica: zona 2 (sismicità medio-alta), Ordinanza PCM 3274 del 20/03/2003

## Storia

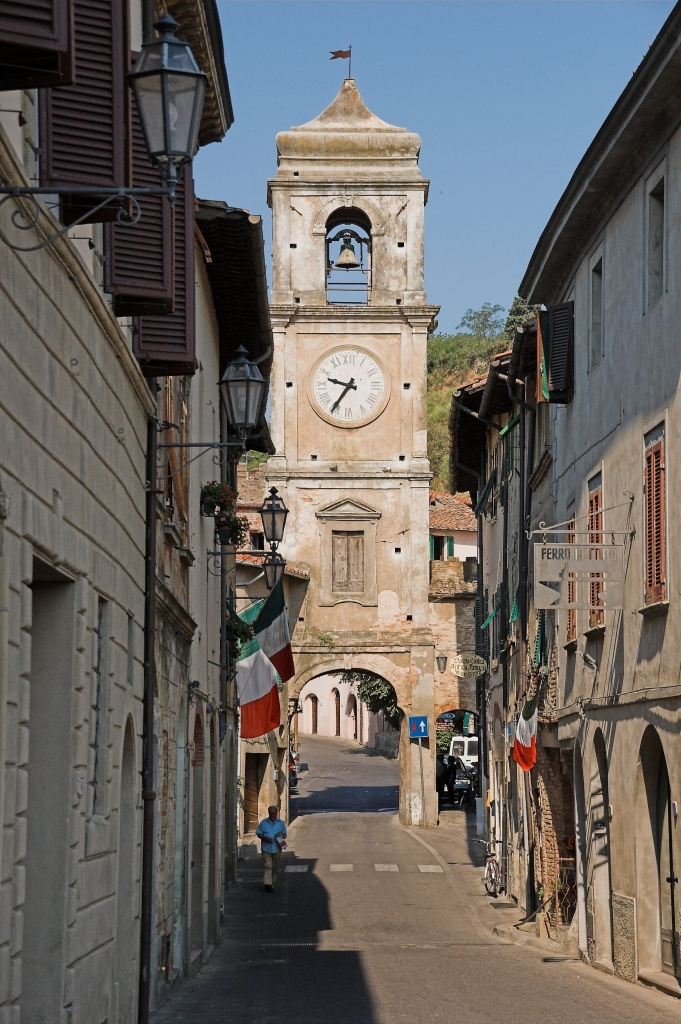
Torre dell'orologio

La storia di Palaia è conosciuta a partire dall'anno 1000 quando il suo castello era posseduto per metà dai vescovi di Lucca, sotto la cui giurisdizione ecclesiastica già da gran pezzo si trovava la popolazione di San Martino a Palaia.
Una pergamena datata 24 luglio 1077 fa riferimento ai due fratelli Ugo e Tegrimo figli di Azzo, i quali ricevevano ad enfiteusi da Anselmo vescovo di Lucca il Castello e pieve di San Gervasio (MEMOR. LUCCH. T. IV. P.II.).
Palaia fu al centro della guerra tra Lucchesi e Pisani già a partire dal 1172.
Al tempo però dell'assedio di Pisa (25 ottobre 1406) tutti i castelli della Val d'Era e delle Colline pisane furono annessi alla Repubblica Fiorentina “che poco dopo promise Palaja, Capannoli, Peccioli, Lajatico, ed altri luoghi compresi in quella comunità, a Giovanni Gambacorti signor di Pisa”.
Nel 1431 si riaccese la guerra fra il Comune di Firenze e il duca Visconti di Milano, e Niccolò Piccinino, generale del duca si spinse in Toscana e conquistò anche il castello di Palaia, imprigionandovi il potestà che faceva capo ai Fiorentini.
Il castello di Palaia passò nuovamente sotto la giurisdizione del Comune di Firenze grazie alla pace di Ferrara del 26 aprile 1433.
Nell'anno 1495 Palaia passò sotto il dominio dei Pisani.
Palaia fino al novembre dell'anno 1838 fu residenza di un potestà sottoposto al vicariato Regio di Pontedera.
Analogamente a quanto accaduto nella vicina Peccioli, al plebiscito del 1860 per l'annessione della Toscana alla Sardegna i favorevoli ai Savoia raggiunsero la maggioranza dei votanti, ma con una percentuale di favorevoli al regno separato tra le più alte della Toscana (20% per Palaia sul totale dei votanti, 31% per Peccioli).

### Simboli
Lo stemma comunale è costituito da uno scudo azzurro in campo bianco ed azzurro raffigurante un castello con tre torri, il tutto sotto una corona a nove punte, in basso un ramoscello di mirto e un ramoscello di quercia.
La blasonatura del gonfalone è costituita da uno stendardo di colore azzurro e bianco a forma rettangolare con tre punte alla base, bordate di frangia argentata con in alto la scritta in lettere dorate "COMUNE DI PALAIA" ed al centro lo stemma del Comune.

## Monumenti e luoghi d'interesse

### Architetture religiose

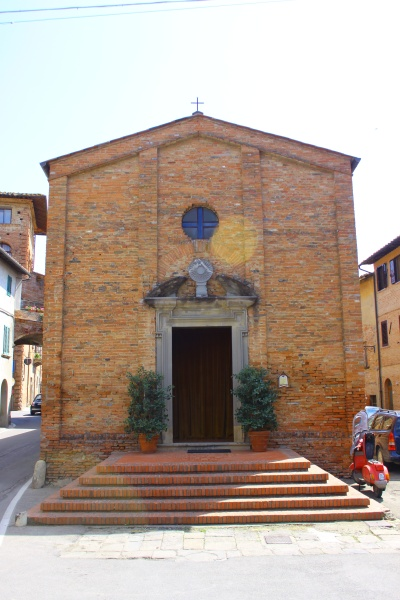
Facciata della chiesa di Santa Maria

#### Chiese parrocchiali
- Pieve di San Martino
- Chiesa di Santa Maria Assunta ad Alica
- Chiesa di San Frediano a Forcoli
- Chiesa di Santa Maria Assunta a Montefoscoli
- Chiesa di Santa Maria Assunta a Partino

#### Altre chiese
- Chiesa di Sant'Andrea
- Chiesa di Santa Maria
- Chiesa S. Maria delle Grazie a Baccanella
- Chiesa di San Bartolomeo Apostolo a Colleoli
- Chiesa di San Lorenzo a Gello
- Chiesa della Madonna della Neve a Montacchita
- Chiesa della Natività di Maria a Montacchita
- Pieve di San Gervasio e di San Giovanni Battista in Veriana (o Verriana)[7] a San Gervasio
- Chiesa di Santa Maria Assunta a Toiano
- Chiesa dei Santi Michele e Pietro a Villa Saletta
- Chiesa di San Martino, in località Agliati
- Chiesa di Santa Maria Immacolata, in località Chiecinella

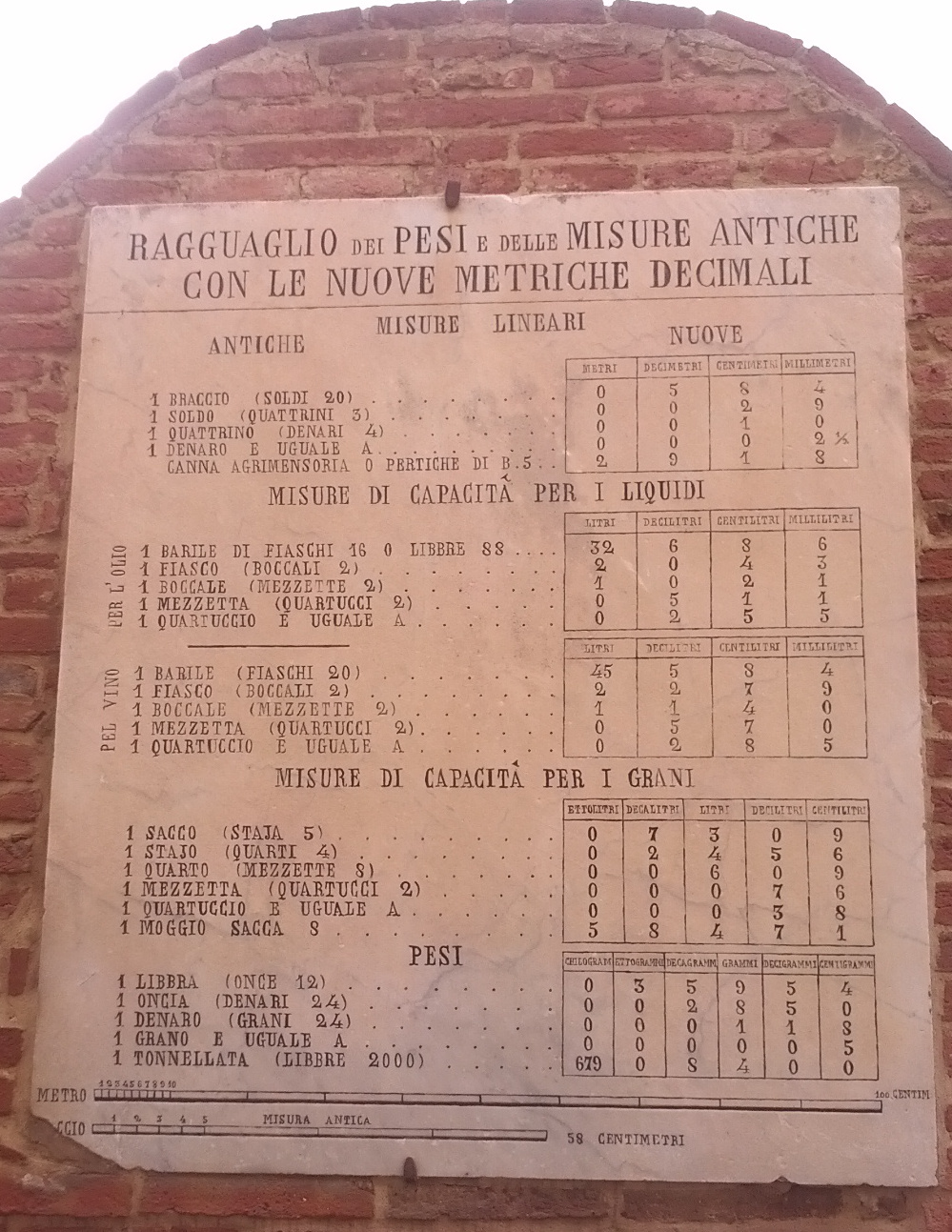
tabella confronto sistemi di misura

#### Oratori
- Oratorio di San Sebastiano a Montefoscoli.
- Oratorio della Madonna della Rocca a Villa Saletta.

## Società

### Evoluzione demografica
Abitanti censiti

### Etnie e minoranze straniere
Secondo i dati ISTAT al 31 dicembre 2018 la popolazione straniera residente era di 298 persone.
Le nazionalità maggiormente rappresentate in base alla loro percentuale sul totale della popolazione residente erano:
- Albania 79 1,74%

## Cultura

### Musei
- Museo del lavoro e della civiltà rurale, situato a San Gervasio
- Museo della Civiltà Contadina a Montefoscoli

### Musica
L'Associazione Filarmonica Giacomo Puccini di Palaia ha festeggiato nel 2019 i 150 anni dalla sua nascita.

### Cinema
Nelle strade, nei campi e nelle ville di Palaia (Villa Saletta) sono stati girati alcuni film. Tra i più noti si citano La notte di San Lorenzo e Fiorile dei fratelli Taviani, e N (Io e Napoleone) di Paolo Virzì. In un altro film di Virzì, Ovosodo, Palaia viene citato come altra parola pronunciabile con un rutto da Silvano Ciriallo detto "Wyoming" oltre a ovviamente "Wyoming".

## Geografia antropica

### Frazioni
Il comune di Palaia comprende tredici frazioni:
- Alica
- Baccanella
- Colleoli
- Forcoli
- Gello
- Montacchita
- Montanelli
- Montechiari
- Montefoscoli
- Partino
- San Gervasio
- Toiano
- Villa Saletta

### Altre località del territorio
Altre località di particolare interesse e rilevanza sono quelle di Agliati, Chiecinella, Sant'Andrea e Usigliano.

## Economia
Palaia è caratterizzata da un territorio adatto alla coltivazione della vite, dell'olivo e degli alberi da frutto. Lo sfruttamento delle risorse agricole è infatti ancora oggi fonte di sostegno per gli abitanti del territorio in quanto fornisce uva, frutta, ortaggi, legumi, patate e soprattutto olive. Da segnalare come attività economica significativa l'avicoltura.
Palaia è inoltre legata al turismo grazie al notevole numero di agriturismi che ospita il suo territorio.

## Amministrazione

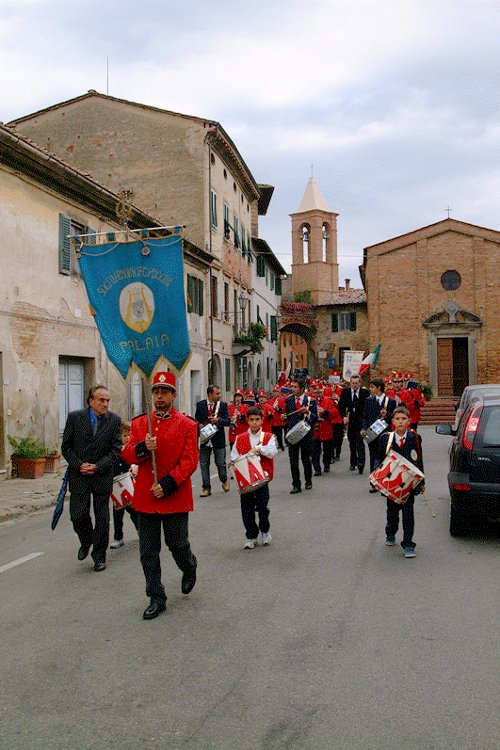
La Filarmonica "G. Puccini" in parata

Di seguito è presentata una tabella relativa alle amministrazioni che si sono succedute in questo comune.
| Periodo         | Periodo        | Primo cittadino             | Partito                          | Carica  | Note   |
| --------------- | -------------- | --------------------------- | -------------------------------- | ------- | ------ |
| 29 giugno 1985  | 8 giugno 1990  | Maria Pia Gennai            | Partito Socialista Italiano      | Sindaco | [ 10 ] |
| 8 giugno 1990   | 19 marzo 1993  | Giuliano Calloni            | Partito Socialista Italiano      | Sindaco | [ 10 ] |
| 27 aprile 1993  | 9 gennaio 1995 | Maria Pia Gennai            | Partito Socialista Italiano      | Sindaco | [ 10 ] |
| 6 febbraio 1995 | 24 aprile 1995 | Michele Iginetti            |                                  | Sindaco | [ 10 ] |
| 24 aprile 1995  | 14 giugno 1999 | Antonella Romagnoli Galardi | Progressisti                     | Sindaco | [ 10 ] |
| 14 giugno 1999  | 14 giugno 2004 | Antonella Romagnoli         | centro-sinistra                  | Sindaco | [ 10 ] |
| 14 giugno 2004  | 7 giugno 2009  | Alberto Falchi              | lista civica                     | Sindaco | [ 10 ] |
| 8 giugno 2009   | 26 maggio 2014 | Alberto Falchi              | centro-sinistra                  | Sindaco | [ 10 ] |
| 26 maggio 2014  | in carica      | Marco Gherardini            | centro-sinistra Palaia in grande | Sindaco | [ 10 ] |

### Gemellaggi
- Pierrevert